# Schilderijen van een tentoonstelling

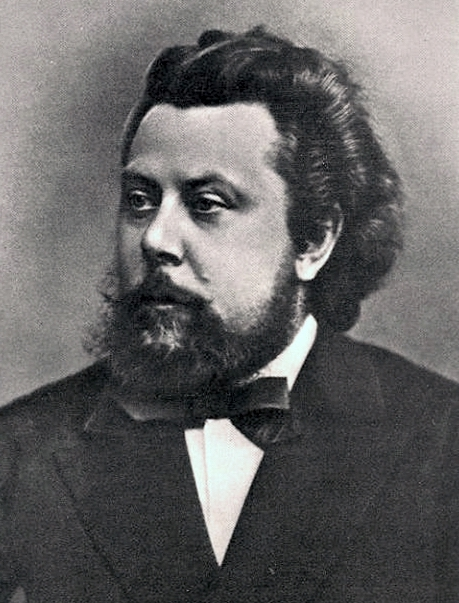
Modest Moessorgski, 1870

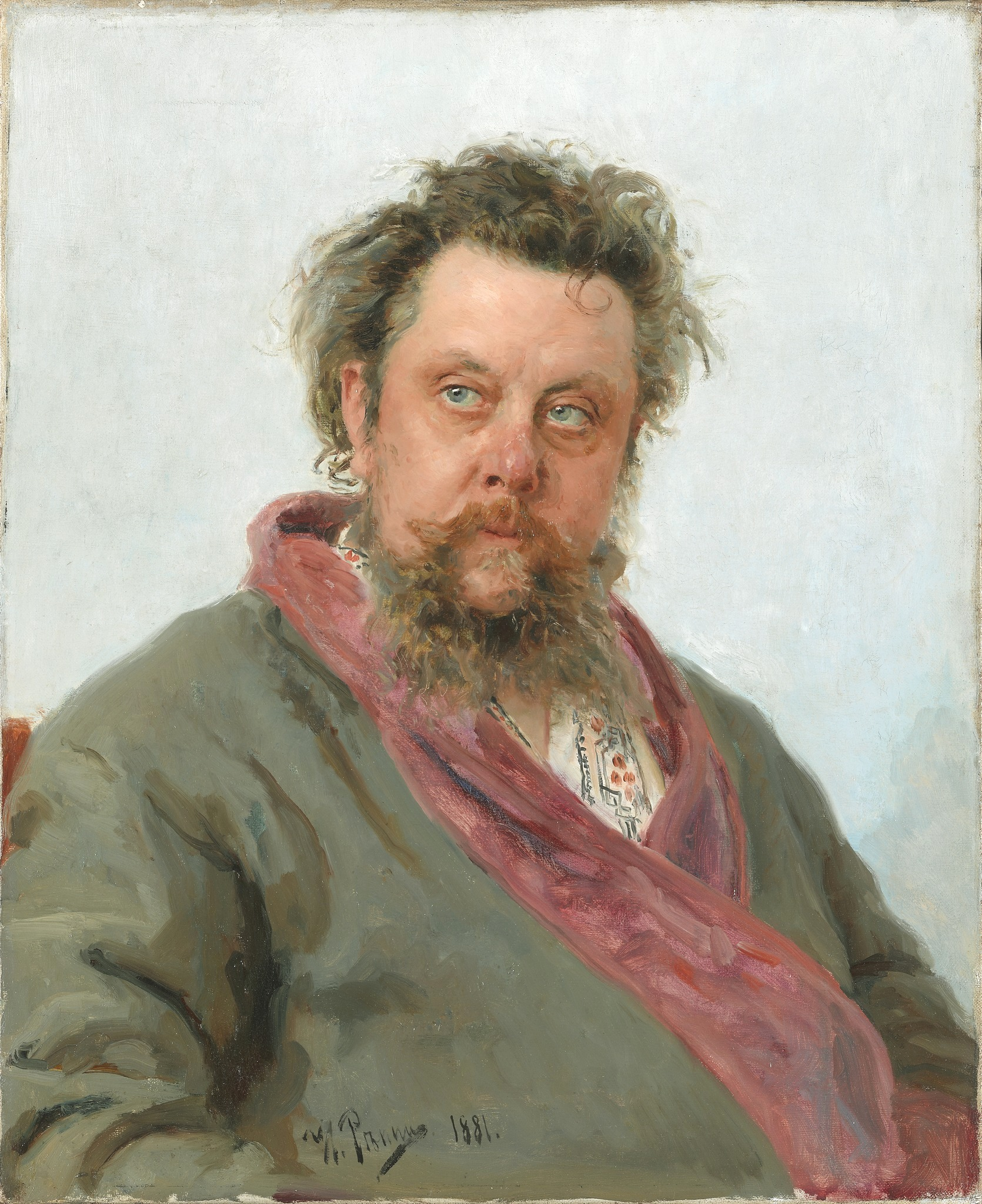
Ilja Repin: Modest Moessorgski, kort voor zijn dood in 1881

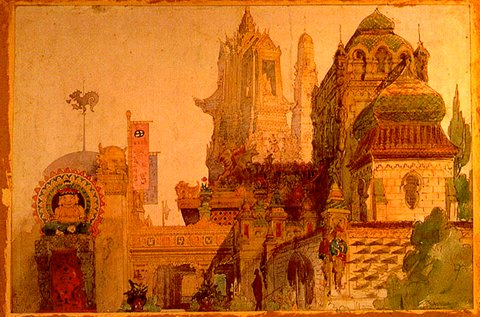
4. Viktor Hartmann: Het kasteel van Chermomor (?). Misschien dacht Moessorgski aan dit schilderij.

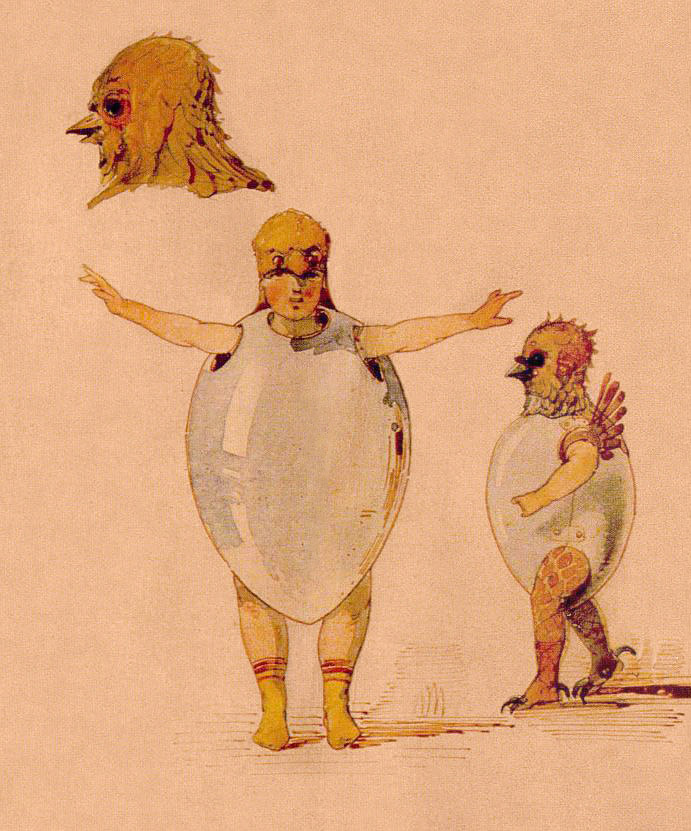
9. Viktor Hartmann (1834–1873): Schetsen voor een balletuitvoering van Trilby met kuikenkostuums, 1871

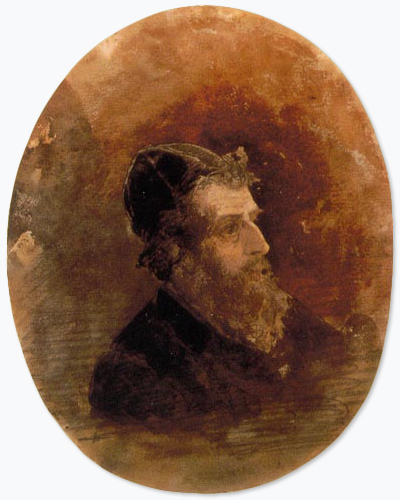
10a. Viktor Hartmann (1834–1873): De rijke Jood

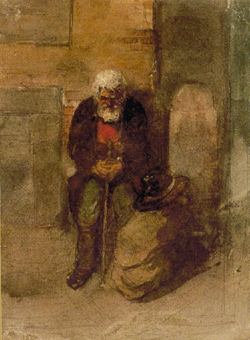
10b. Viktor Hartmann (1834–1873): De arme Jood

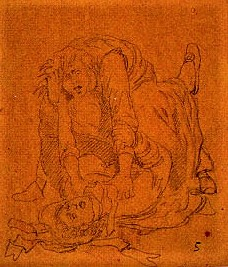
12. Viktor Hartmann (1834–1873): Schets van de markt van Limoges

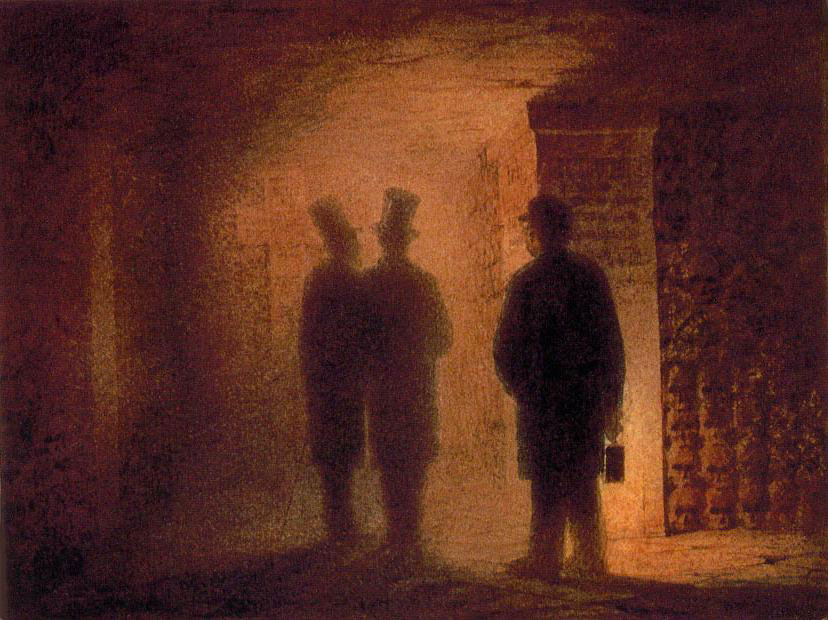
13. Viktor Hartmann (1834–1873): Catacomben van Parijs

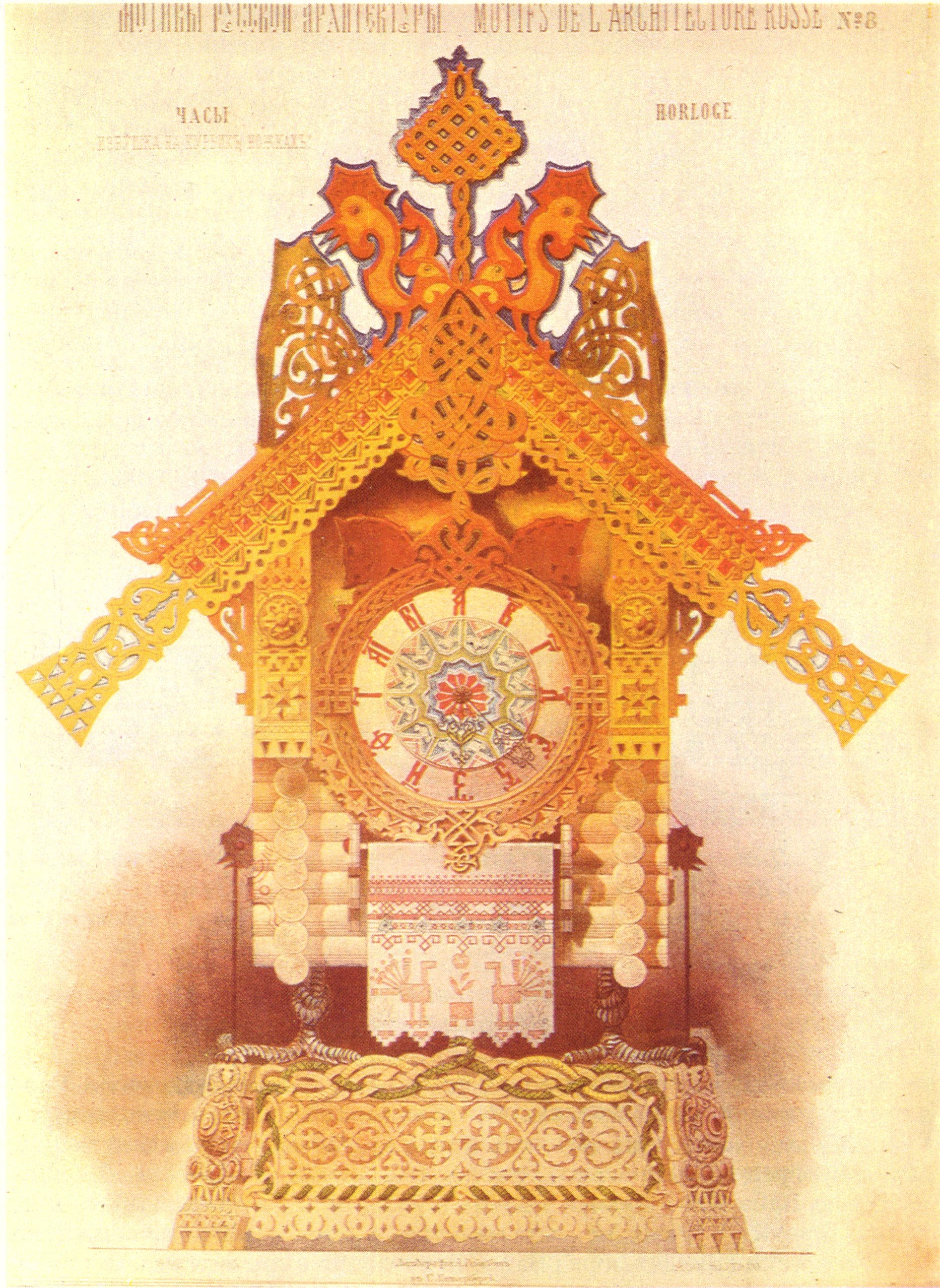
15. Viktor Hartmann (1834–1873): De hut van Baba-Yaga op kippepoten in de vorm van een Russische klok, 1870

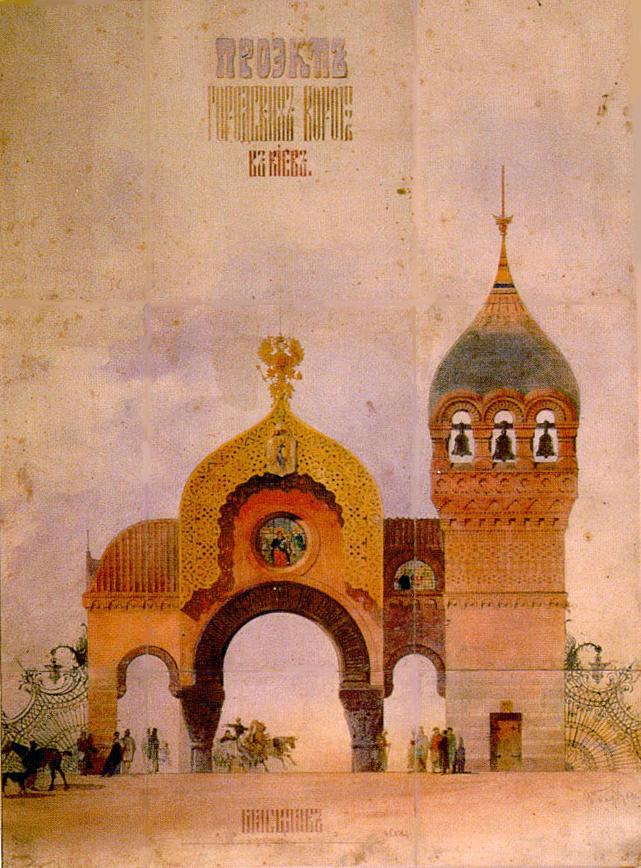
16. Viktor Hartmann (1834–1873): Ontwerp voor De Grote Poort van Kiev

Schilderijen van een tentoonstelling (Russisch: "Картинки с выставки" – Воспоминание о Викторе Гартмане, Kartinki s vijstavki – vospominanije o Viktore Gartmane, meestal kortweg de Schilderijententoonstelling) is een suite van de Russische componist Modest Moessorgski (1839-1881).

## Het werk
Moessorgski schreef het werk, bestaande uit 16 stukken voor piano, naar aanleiding van een bezoek op 23 juni 1874 aan een tentoonstelling van het werk van Viktor Hartmann, door diens vrienden ingericht ter nagedachtenis aan diens overlijden in 1873. Moessorgski was goed bevriend geweest met Hartmann. Met de groep van vrienden hadden ze gestreefd naar een pure Russische kunst, een kunst zonder Westerse invloeden.

### De promenade
De verschillende delen worden afgewisseld door een thema dat Promenade heet en waarmee wordt uitgedrukt hoe men langzaam naar het volgende schilderij kuiert. De verschillende promenades zijn variaties op hetzelfde thema, dat ook in twee andere delen (Cum mortuis in lingua mortua en De poort van Kiev) terugkomt. Het metrum van het promenade-thema is heel onregelmatig:

### De delen
Van de 16 delen hebben er 10 betrekking op de schilderijen.
1. Promenade
De wandelingen tussen de schilderijen zijn gebaseerd op een Russisch thema, in modo russico. De promenade is als leidmotief gebruikt en geeft eenheid aan de serie losse stukken.
2. Gnomus 
Een kreupele gnoom die grotesk loopt. De titel verwijst naar een tekening van een notenkraker die uitgesneden is in de vorm van een gnoom. De noot wordt gekraakt in een kop met twee enorme kaken. De handvatten vormen zijn lange benen. De gnoom heeft geen torso. De muziek is luguber, macaber met een slingerend ritme, dat de onhandige looppas van de gnoom op de handvat-benen symboliseert.
3. Promenade
4. Il vecchio castello
Een oud kasteel waar 's nachts een minstreel een lied zingt. Maurice Ravel gebruikte in zijn orkestratie uit 1922 een saxofoon voor de solostem, iets wat opzienbarend is, omdat de saxofoon in 1874 – een nog relatief jong instrument – nog geen deel uitmaakte van het symfonieorkest in die tijd. De begeleiding is sober in monotone kwinten, en symboliseert de draailier van de minstreel. Niet duidelijk wordt of het lied van de minstreel Italiaans of Russisch is.
5. Promenade
6. Tuilerieën
De geluiden van de spelende kinderen in de tuinen klinken in de muziek door. Eerst hoort men de jongens, dan de meisjes. Het ritme suggereert hun voortdurende gekwebbel en spel. De Tuilerieën is tegenwoordig een park in Parijs, nabij de plek waar een paleis met dezelfde naam eerder met de grond gelijk werd gemaakt door revolutionairen.
7. Bydło
Het thema is hier de draaiende zware wielen van de Poolse ossenwagen. Een sterk geaccentueerde puls is hoorbaar in de muziek. In de orkestversie van Ravel wordt het thema door een tuba vertolkt. Omdat Ravel alleen de beschikking had over de Rimsky-Korsakov-bewerking begint deze orkestratie zacht, wordt sterker en verdwijnt dan weer. In het origineel komt de ossenwagen meteen op volle kracht binnen.
8. Promenade
9. Ballet van de kuikens in de dop
Een van de opvallendste stukken: het kuikenballet. Hier hoor je de kuikens in de dop een ballet uitvoeren. Dit deel heeft iets absurdistisch en komisch en klinkt niet bijzonder Russisch. Moessorgski noteerde Scherzino (een klein scherzo) boven het werk. Verder valt op dat in de orkestversie van Ravel de kuikens door klarinetten, fluiten en piccolo's worden gespeeld. In de pianoversie worden de kuikengeluiden met snelle en hoge voorslagjes voor staccato-akkoordjes vertolkt.
10. Samuel Goldenberg en Schmuÿle
Een ruzie tussen een rijke en een arme Poolse jood (de namen zijn fictief). Een parodiestuk, waarin Joodse en Poolse thema's hoorbaar zijn.
11. Promenade
Ontbreekt in Ravels orkestratie.
12. Limoges, het marktplein (Limoges. Le marché (La grande nouvelle))
In dit stuk zijn de ruziënde marktvrouwen te horen op het marktplein van het Zuid-Franse stadje Limoges.
13. Catacombae (Sepulcrum Romanum)
De catacomben van Parijs worden verkend met een lamp. De Latijnse titel slaat op het feit dat in de Parijse catacomben ook Romeinse graven liggen en als typisch 'romantisch' ideaal wordt de oudheid zo opgeroepen met duistere thematiek. De orkestversie van Ravel onderstreept dit duistere door de scherpe, maar donkere akkoorden uit te laten voeren door het lage koper en de contrabassen in te zetten. De hoge instrumenten en overige strijkers doen niet mee.
14. Cum mortuis in lingua mortua
De doden, de skeletten, worden aangesproken met de lingua mortua: met de dode taal. Dit is weer een stukje promenade, waarin de luisteraar namijmert over het vorige schilderij. Het is een ode aan de net overleden Hartmann. Een halo van hoge zachte tremolo-tonen omstraalt de donkere melodie.
15. De hut op kippenpoten (Baba Yaga)
De hut van Baba-Yaga is een Russisch sprookje over een heks die in een hut op kippenpoten woont en die kinderen lokt om die op te eten. Het is in een "A-B-A"-vorm geschreven en gaat over in het slotdeel.
16. De grote poort van Kiev
De poort die Hartmann had getekend voor een wedstrijd. Dit is het langste werk in de cyclus en bevat de climax. De Grote Poort van Kiev was een architectonisch ontwerp van Hartmann, dat echter nooit is gerealiseerd: Als de poort gebouwd zou worden, zou hij meteen verzakken. Moessorgski verbeeldt een heilige processie met klaterende cimbalen, klokgelui (klokken ziet men veel weergegeven in Russische muziek) en zingende priesters. Naast het promenadethema verschijnen twee Russische melodieën: een krachtige en een zachte hymne-achtige. Het einde klinkt groots en vol en onderstreept de Russische trots.

## Orkestraties
Naast verschillende orkestraties voor symfonieorkest zijn er versies voor piano met strijkkwartet, jazzorkest, rockgroepen (Emerson, Lake & Palmer), harmonie- en fanfareorkesten, synthesizers (de Japanse artiest Tomita), en soloarrangementen voor orgel, klavecimbel en gitaar. Ook is er een versie voor accordeonorkest en een voor Chinese instrumenten. De beiaardier Wim Franken bewerkte een aantal delen voor beiaard en harmonieorkest. Niet alle bewerkingen zijn compleet: bewerkers lieten van het oorspronkelijke werk - in 16 deeltjes - van Moessorgski sommige delen weg. In de orkestratie van Ravel ontbreekt een van de promenades en Leopold Stokowski liet de delen Tuileries en Limoges weg.

### Rimski-Korsakov
Na de completering door Moessorgski zelf (1874) kwam de bewerkte versie door Rimski-Korsakov in 1886. Rimski-Korsakov bewerkte of herorkestreerde bijna alles van Moessorgski - maar niet altijd tot tevredenheid, zie Boris Godoenov. In zijn orkestratie waren de brutaalste harmonieën en toonkleuren van Moessorgski al gladgestreken omdat Rimski-Korsakov ze als fout of disharmonisch bestempelde. De eerste orkestratie voor symfonieorkest was die door een leerling van hem: Mikhail Tushmalov, rond 1890. De orkestratie door Sir Henry Wood volgde in 1915. Leo Funtek, een Finse componist, produceerde in 1922 een versie. Deze versie werd internationaal geheel weggevaagd door Ravels sensationele orkestratie in datzelfde jaar. Ook de bekende pianist/dirigent Vladimir Asjkenazi produceerde een orkestratie.

### Ravel
Ravels orkestratie, gemaakt in 1922, was een opdracht van de dirigent van het Boston Symphony Orchestra, Sergej Koesevitski. Deze sensatie veroorzaakte weer andere orkestraties: bijvoorbeeld een versie van een leerling van Ravel, Leonidas Leonardi, en een van Lucien Cailliet (1937). Deze was besteld door Eugene Ormandy, toen dirigent van het Philadelphia Orchestra. De orkestratie van de ‘Schilderijententoonstelling’ van Maurice Ravel is verreweg de bekendste. Het is enigszins vreemd dat Ravel aan deze opdracht begon want hij had een hartgrondige hekel aan het feit dat anderen aan zijn werken knutselden. Zo weigerde hij te luisteren naar een transcriptie van Ravels werk Tzigane door de violist Jacques Thibaud. Ravels orkestratie is uitermate Frans van klankkleur, bijvoorbeeld door het gebruik van de saxofoon, de soms dunne strijkersklank en de lichtheid van de orkestratie van het komische deeltje ballet van de kuikentjes in hun eierdopjes.
Ravels orkestratie is als volgt: 3 fluiten (waarvan 2 ook de piccolo spelen); 3 hobo’s (waarvan één ook Engelse hoorn speelt); 2 klarinetten; 1 basklarinet; 2 fagotten; 1 contrafagot; 1 altsaxofoon; 4 hoorns; 3 trompetten; 3 trombones; 1 tuba, 1 paar pauken, slagwerk (triangel, kleine trommel, zweep, bekkens, grote trom, klokkenspel, grote staafklokken); een xylofoon, een celesta, 2 harpen en strijkers.

### Stokowski
Daartegenover staat de zware, sterk Russische klankkleur in de orkestratie van Leopold Stokowski. Stokowski vond de orkestratie van Ravel "te Gallisch" en gebaseerd op de verkeerde pianoversie: die van Rimski-Korsakov. Hij zocht naar het stugge "Moessorgski-geluid" en zijn reactie op Ravels versie, in 1939, was er één waarbij vooral de diepste regionen van het orkestapparaat worden verkend. Volgens Stokowski was dit gelijk aan een "Russische klank". Daarom liet Stokowski ook de twee deeltjes die hem zoveel aan het Franse idioom deden denken, vervallen. Simpel daardoor voorkwam hij dat hij iets luchtigs moest orkestreren. In deze orkestratie horen we, vooral in de Promenades en het deel Catacombae de zo sterk door Stokowski nagestreefde strijkersklank: mysterieus, ietwat zwelgend - maar nooit ‘vet’ - en toch strak gespeeld. Vooral in het deel Het oude kasteel is de interpretatie van Ravel (de melodie gaat bij hem naar de nogal aan Parijs herinnerende klank van de altsaxofoon) sterk verschillend van die van Stokowski. Hij geeft de melodie aan de meer met Rusland te associëren Engelse hoorn. Acht unisono spelende hoorns in Bydło doen de Russische associatie nog meer opvlammen en de finale wordt effectvol uitgespeeld met sterk dramatisch aanzettend zwaar koper - ondersteund door de contrabassen - en een orgel.
Stokowski’s orkestratie is als volgt: 4 fluiten; 4 hobo’s; 4 klarinetten; 4 fagotten; 8 hoorns; 4 trompetten; 4 trombones; 1 tuba; 2 paar pauken, slagwerk (kleine trommel, bekkens, triangel, grote trom); 1 celesta, 1 orgel, 2 harpen en strijkers.

## Trivia
- De muziek uit het deel Bydło, de Poolse wagen met enorme wielen, getrokken door 2 ossen, is veelvuldig geïmiteerd. De Engelse componist Edward Elgar deed dit in zijn Nursery Suite (1931) in het deeltje The Wagon Passes.
- Het stuk leek voorbestemd om omgewerkt te worden tot een symfonie, maar Moessorgski kon dat zelf niet meer uitvoeren. Er zijn een aantal pogingen hiertoe ondernomen, onder meer door Nikolaj Rimski-Korsakov en Alexander Glazoenov, maar dezen slaagden er niet in het eigene van Moessorgski te bewaren.
- In 1972 maakte de rockband Emerson, Lake & Palmer een bewerking onder de naam Pictures at an Exhibition.
- Van Nederlandse bodem is een bewerking voor slagwerk, piano, celesta en harp door Henk de Vlieger.
- In 2002 voltooide de solocellist Ilkka Pälli van het Lahti Symfonieorkest, Finland een bewerking voor 6 cello's en 4 contrabassen van dit werk.[1]
- Veel van de schilderijen van Hartmann zijn verloren gegaan.
- De muziek van het eerste gedeelte (Promenade) werd gebruikt als de openingsmuziek voor de Britse comedyserie The New Statesman. In de serie was het stuk ingekort en bewerkt door Alan Hawkshaw.
- Alexander van Eerdewijk (hoboïst en arrangeur) tekende rond 2015 voor een bewerking voor het kamermuziekensemble 'De Bezetting Speelt', dat bestaat uit 5 blazers en 5 strijkers. In 2017 zette het ensemble dit werk op cd.
- De beiaardier Wim Franken bewerkte de Schilderijententoonstelling voor beiaard en koperensemble.

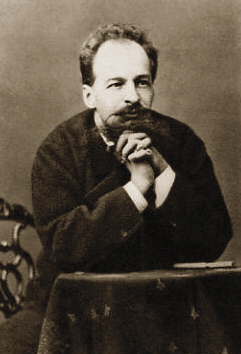
Viktor Hartmann (1834-1873)

### Grote Poort van Kiev, arrangement Gamley
- Schilderijen van een tentoonstelling op YouTube uitvoering dirigent Douglas Gamley zelf
- Schilderijen van een tentoonstelling op YouTube uitvoering dirigent Leonard Slatkin